# Udkraget bue
En udkraget bue (tysk Kragbogen, engl. corbel arch) er en falsk bue hvor princippet er gentagne udkragninger indtil åbningen er overdækket. Metoden blev anvendt af mayaerne og andre tidligere civilisationer.

## Galleri
| - Ægte og falsk bue med gammel norsk bro - Ægte og falsk bue. Udkraget bue til højre - Honndøla gamle bro ved fylkesvej 60 i Hornindal. Detalje med udkragingsteknik |

| - Demonstration med træklodser - En væg af løst stablede klodser hvorfra der skal fjernes nogle - Der er dannet en udkraget bue - Den udkragede bue er efter slankning tæt på sammenbrud |